# Astor cantaire pàl·lid
L'astor cantaire pàl·lid (Melierax canorus) és una espècie d'ocell rapinyaire de la família dels accipítrids (Accipitridae). Habita estepes amb acàcies i arbusts espinosos d'Àfrica Meridional, des de l'extrem sud d'Angola, Namíbia, Botswana, sud-oest de Zimbàbue i oest de Sud-àfrica. El seu estat de conservació es considera de risc mínim.